# Ommatius insularis
Ommatius insularis là một loài ruồi trong họ Asilidae. Ommatius insularis được Wulp miêu tả năm 1872. Loài này phân bố ở miền Ấn Độ - Mã Lai.